# Ziziphora

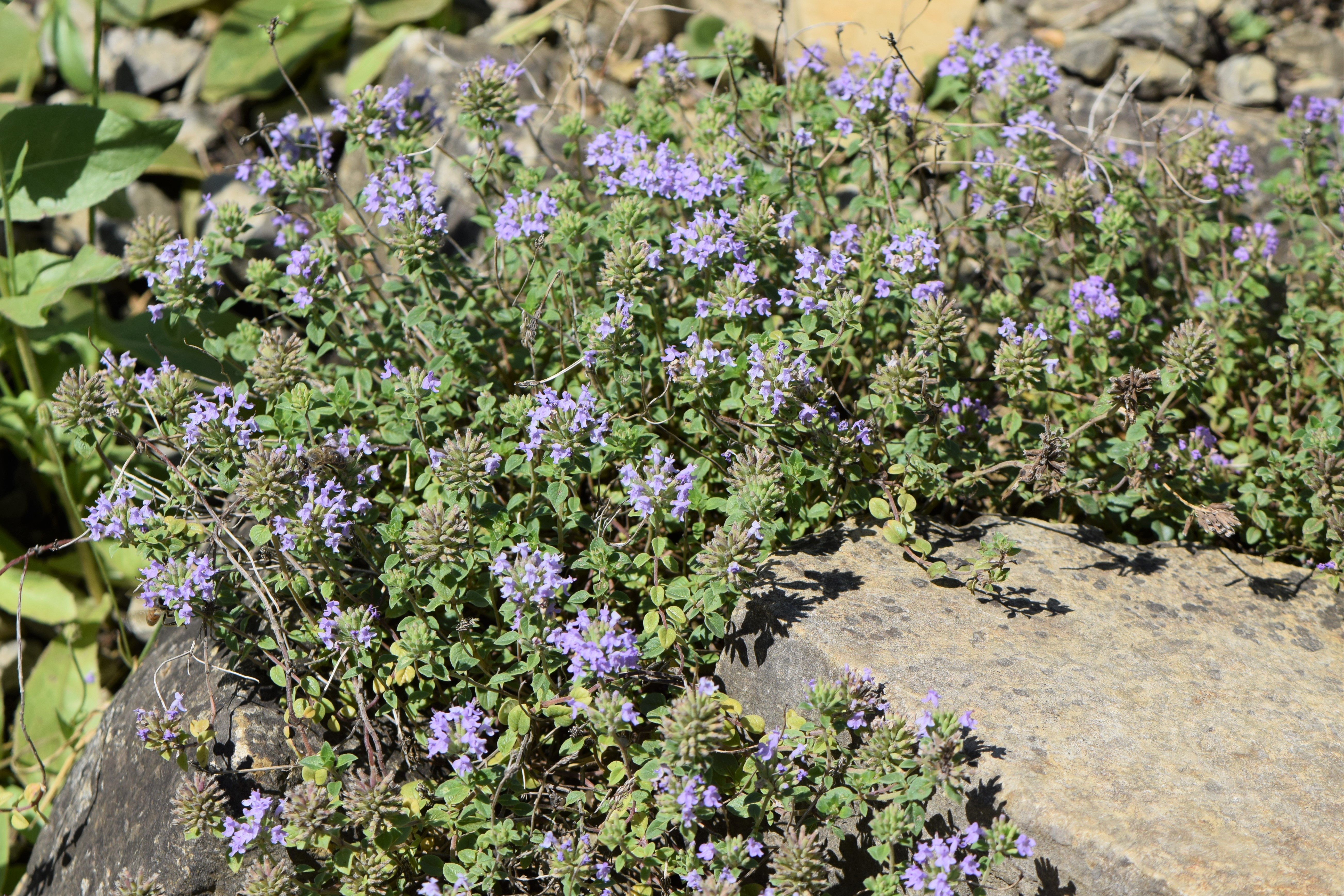
Ziziphora clinopodioides

Ziziphora – rodzaj roślin z rodziny jasnotowatych (Lamiaceae). Obejmuje 17 gatunków. Występują one w basenie Morza Śródziemnego – w południowej Europie, północno-zachodniej Afryce oraz południowo-zachodniej i środkowej Azji, sięgając na wschodzie po Himalaje i Ałtaj. Rośliny kserotermiczne związane z suchymi i słonecznymi siedliskami.
Niektóre gatunki wykorzystywane są do aromatyzowania potraw (np. jogurtu) i jako lecznicze. Pozyskiwane są także jako surowiec do wyrobu olejku eterycznego.

## Morfologia
PokrójAromatyczne rośliny zielne (jednoroczne i wieloletnie) oraz krzewinki.
LiścieNaprzemianległe, całobrzegie, siedzące lub krótkoogonkowe.
KwiatyZebrane na szczytach pędów w siedzących lub szypułkowych wierzchotkach tworzących okółki liczące po 2–12 kwiatów. Okółki z kolei tworzą kwiatostan kłosokształtny lub główkowaty. Podsadki pod okółkami często okazałe, natomiast przysadki drobne. Poszczególne kwiaty zwykle osadzone są na krótkich szypułkach, czasem spłaszczonych. Kielich jest promienisty, zrosłodziałkowy, walcowaty, często nieco wygięty (garbaty) od dołu, z 13 wiązkami przewodzącymi, zakończony 5 trójkątnymi ząbkami. W czasie owocowania kielich powiększa się. Korona jest dwuwargowa, z czterema łatkami, z czego trzy są dolne i jedna górna. Korona jest biała, różowa do purpurowej. Górna łatka jest zaokrąglona, czasem wycięta na szczycie, wyprostowana. Dolne łatki także są zaokrąglone. Rurka korony jest krótka, często nie wystaje z kielicha. Pręciki są dwa (pozostałe dwa są zredukowane zupełnie lub wykształcone jako prątniczki), wystające z korony. W obrębie główki jeden pylnik jest płodny, drugi jest silnie zredukowany. Zalążnia zwieńczona szyjką słupka z dwudzielnym znamieniem o nierównych ramionach.
OwoceCzterodzielne rozłupnie, rozpadające się na cztery pojedyncze rozłupki, które są jajowate lub nieco trójkanciaste, na powierzchni gładkie lub ziarniste.

## Systematyka
Pozycja systematyczna
Gatunek i rodzaj z podplemienia Menthinae, plemienia Mentheae, podrodziny Nepetoideae z rodziny jasnotowatych Lamiaceae.
Wykaz gatunków
- Ziziphora aragonensis Pau
- Ziziphora brantii K.Koch
- Ziziphora capitata L.
- Ziziphora clinopodioides Lam.
- Ziziphora galinae Juz.
- Ziziphora hispanica L.
- Ziziphora interrupta Juz.
- Ziziphora pamiroalaica Juz.
- Ziziphora pedicellata Pazij & Vved.
- Ziziphora persica Bunge
- Ziziphora puschkinii Adams
- Ziziphora raddei Juz.
- Ziziphora suffruticosa Pazij & Vved.
- Ziziphora taurica M.Bieb.
- Ziziphora tenuior L.
- Ziziphora vichodceviana Tkatsch. ex Tulyag.
- Ziziphora woronowii Maleev